# Rhacochelifer hoggarensis
Rhacochelifer hoggarensis är en spindeldjursart som beskrevs av Max Vachon 1940. Rhacochelifer hoggarensis ingår i släktet Rhacochelifer och familjen tvåögonklokrypare. Inga underarter finns listade i Catalogue of Life.